# Conservació de documents gràfics
La conservació i restauració de documents gràfics és la disciplina que procura per l'estabilitat dels suports gràfics (documents, llibres, dibuixos, gravats...). Es tracta normalment de paper, però també n'hi ha d'altres que s'hi troben íntimament vinculats, com ara papir, pergamí, pell, fusta o altres. Les fotografies poden considerar-se documents gràfics, però la diversitat de suports que comprèn (vidre, plàstic, metall, paper...) i la complexitat dels lligants i emulsions que formen la imatge fotogràfica fan que la conservació i restauració de fotografies es consideri una disciplina a part, encara que les fotografies més habituals siguin documents gràfics sobre paper.
Les intervencions de conservació restauració en llibres i documents poden ser preventives, o bé de restauració pròpiament dita.
- Conservació preventiva de llibres documents:

Comprèn aquelles accions que influeixen en l'entorn de l'obra per tal que l'envelliment i desgast sigui el menys agressiu possible per l'obra. Per exemple, control d'humitat relativa i temperatura en el dipòsit d'un arxiu, de la intensitat de la llum a la que està exposat l'objecte, de com està desat, quines són les condicions en què s'utilitza i com, etcètera. Dins la conservació preventiva hi entraria, per exemple, el seguiment i adequació del microclima en un espai que contingui documentació (un arxiu, una biblioteca), o també l'elaboració de contenidors a mida per a documents. Ambdues intervencions pretenen allargar la vida dels documents, sense modificar els seus suports constitutius.
- Restauració de llibres i documents:

Els tractaments de restauració de llibres i documents impliquen una acció directa sobre l'obra tal que modifiqui el seu suport per a fer-lo més perdurable al llarg del temps, o bé per curar possibles danys que hagi patit.
Els tractaments més comuns de restauració són: desinfecció, neteja (en sec, humida), desacidificació (només en el cas de paper), consolidació (empeltat d'estrips, reintegració de llacunes, aprestat, laminació) i aplanat. El retoc també és una intervenció dins aquest àmbit, que sol ser menys freqüent perquè té a veure amb la llegibilitat de document, més que no pas amb l'estabilitat del suport. Per al cas de llibres hi ha també la restauració de l'enquadernació, que té una dimensió estructural molt més complexa que un document no relligat.